# Roveredo
Roveredo (antiguamente en alemán Rofle o Ruffle) es una comuna suiza del cantón de los Grisones, situada en la región de Moesa. Limita al norte con las comunas de Buseno, Castaneda y Grono, al este con Consiglio di Rumo (IT-CO) y Dosso del Liro (IT-CO), al sur con Germasino (IT-CO) y Sant'Antonio (TI), y al oeste con Arbedo-Castione (TI), Lumino (TI) y San Vittore.
Forman parte del territorio comunal las localidades de Castione y Molinazzo d'Arbedo.